# Mistrzostwa Świata w Saneczkarstwie 2004
35. Mistrzostwa świata w saneczkarstwie 2004 odbyły się w dniach 13 - 15 lutego w japońskim Nagano. Były to pierwsze mistrzostwa rozgrywane na kontynencie azjatyckim. Rozegrane zostały cztery konkurencje: jedynki kobiet, jedynki mężczyzn, dwójki mężczyzn oraz zawody drużynowe. W tabeli medalowej najlepsze były Niemcy.

## Wyniki

### Jedynki kobiet
Szczegółowe wyniki:
| Medal  | Zawodniczka          | Narodowość        | Czas     | Strata  |
| ------ | -------------------- | ----------------- | -------- | ------- |
| złoto  | Sylke Kraushaar      | Niemcy            | 1:39.611 |         |
| srebro | Barbara Niedernhuber | Niemcy            | 1:39.653 | + 0.042 |
| brąz   | Sylke Otto           | Niemcy            | 1:39.860 | + 0.249 |
| 4.     | Sonja Manzenreiter   | Austria           | 1:40.236 | + 0.625 |
| 5.     | Veronika Halder      | Austria           | 1:40.449 | + 0.838 |
| 6.     | Ashley Hayden        | Stany Zjednoczone | 1:40.450 | + 0.839 |
| 7.     | Anna Orlova          | Łotwa             | 1:40.702 | + 1.091 |
| 8.     | Tatjana Hüfner       | Niemcy            | 1:40.790 | + 1.179 |

Polki nie startowały.

### Jedynki mężczyzn
Szczegółowe wyniki:
| Medal  | Zawodnik          | Narodowość | Czas     | Strata  |
| ------ | ----------------- | ---------- | -------- | ------- |
| złoto  | David Möller      | Niemcy     | 1:39.150 |         |
| srebro | Georg Hackl       | Niemcy     | 1:39.158 | + 0.008 |
| brąz   | Mārtiņš Rubenis   | Łotwa      | 1:39.347 | + 0.197 |
| 4.     | Armin Zöggeler    | Włochy     | 1:39.455 | + 0.305 |
| 5.     | Rainer Margreiter | Austria    | 1:39.646 | + 0.496 |
| 6.     | Reinhold Rainer   | Włochy     | 1:39.721 | + 0.571 |
| 7.     | Jan Eichhorn      | Niemcy     | 1:39.762 | + 0.612 |
| 8.     | Wilfried Huber    | Włochy     | 1:39.773 | + 0.623 |

Polacy nie startowali.

### Dwójki mężczyzn
Szczegółowe wyniki:
| Medal  | Zawodnicy                                 | Narodowość        | Czas     | Strata  |
| ------ | ----------------------------------------- | ----------------- | -------- | ------- |
| złoto  | Patric Leitner/Alexander Resch            | Niemcy            | 1:39.930 |         |
| srebro | André Florschütz/Torsten Wustlich         | Niemcy            | 1:39.274 | + 0.344 |
| brąz   | Mark Grimmette/Brian Martin               | Stany Zjednoczone | 1:39.280 | + 0.350 |
| 4.     | Markus Schiegl/Tobias Schiegl             | Austria           | 1:39.713 | + 0.783 |
| 5.     | Andreas Linger/Wolfgang Linger            | Austria           | 1:39.780 | + 0.850 |
| 6.     | Christian Oberstolz/Patrick Gruber        | Włochy            | 1:39.803 | + 0.873 |
| 7.     | Gerhard Plankensteiner/Oswald Haselrieder | Włochy            | 1:39.898 | + 0.968 |
| 8.     | Ľubomír Mick /Walter Marx                 | Słowacja          | 1:39.998 | + 1.068 |

Polacy nie startowali.

### Drużynowe
Szczegółowe wyniki:
| Medal  | Zawodnicy                                                                      | Narodowość        | Czas     | Strata  |
| ------ | ------------------------------------------------------------------------------ | ----------------- | -------- | ------- |
| złoto  | David Möller Barbara Niedernhuber Patric Leitner Alexander Resch               | Niemcy            | 2:28.711 |         |
| srebro | Tony Benshoof Ashley Hayden Mark Grimmette Brian Martin                        | Stany Zjednoczone | 2:29.169 | + 0.458 |
| brąz   | Armin Zöggeler Anastasia Oberstolz-Antonowa Christian Oberstolz Patrick Gruber | Włochy            | 2:29.415 | + 0.704 |
| 4.     | Markus Kleinheinz Veronika Halder Markus Schiegl Tobias Schiegl                | Austria           | 2:29.528 | + 0.817 |
| 5.     | Jaroslav Slavík Veronika Sabolová Ľubomír Mick Walter Marx                     | Słowacja          | 2:29.676 | + 0.956 |
| 6.     | Guntis Rēķis Anna Orlova Juris Šics Sandris Bērziņš                            | Łotwa             | 2:30.232 | + 1.521 |
| 7.     | Jeff Christie Regan Lauscher Grant Albrecht Eric Pothier                       | Kanada            | 2:30.274 | + 1.563 |
| 8.     | Albert Diemczenko Aleksandra Rodionowa Michaił Kuzmicz Jurij Wiesiełow         | Rosja             | 2:30.781 | + 2.070 |

Polacy nie startowali.

## Klasyfikacja medalowa
| Miejsce | Państwo           | złoto | srebro | brąz | Razem |
| ------- | ----------------- | ----- | ------ | ---- | ----- |
| 1.      | Niemcy            | 4     | 3      | 1    | 8     |
| 2.      | Stany Zjednoczone | 0     | 1      | 1    | 2     |
| =3.     | Łotwa             | 0     | 0      | 1    | 1     |
| =3.     | Włochy            | 0     | 0      | 1    | 1     |